# Eumantispa
Eumantispa is een geslacht van insecten uit de familie van de Mantispidae, die tot de orde netvleugeligen (Neuroptera) behoort.

## Soorten
Deze lijst van 12 stuks is mogelijk niet compleet.
- E. araucariae Handschin, 1961
- E. bouchardi (Navás, 1909)
- E. campioni (Navás, 1914)
- E. ferruginea Stitz, 1913
- E. fuscata Navás, 1914
- E. fuscicolla C.-k. Yang, 1992
- E. harmandi (Navás, 1909)
- E. lombokensis Handschin, 1961
- E. moluccensis Handschin, 1961
- E. rugicollis (Navás, 1905)
- E. taiwanensis Kuwayama, 1925
- E. tibetana C.-k. Yang et al in Huang et al., 1988